# Ярославка (Никифоровский район)
Яросла́вка — село в Никифоровском районе Тамбовской области России. Административный центр Ярославского сельсовета.

## География
Село находится на западе центральной части Тамбовской области, в лесостепной зоне, на правом берегу реки Ярославка, на расстоянии примерно 2 км (по прямой) к северо-востоку от Дмитриевки, административного центра района. Абсолютная высота — 139 м над уровнем моря.

### Климат
Климат умеренно континентальный, относительно сухой, с холодной продолжительной зимой и тёплым летом. Средняя температура воздуха самого холодного месяца (января) — −11,5 — −10,5 °C (абсолютный минимум — −39 °C); самого тёплого месяца (июля) — 19,5 — 20,5 °C (абсолютный максимум — 40 °С). Период с положительной температурой выше 10 °C длится от 141 до 154 дней. Среднегодовое количество атмосферных осадков составляет около 450—500 мм. Продолжительность залегания снежного покрова составляет в среднем 135 дней.

### Часовой пояс
Село Ярославка, как и вся Тамбовская область, находится в часовой зоне МСК (московское время). Смещение применяемого времени относительно UTC составляет +3:00.

## Население
| 2002 | 2010  |
| ---- | ----- |
| 1103 | ↘1024 |

### Половой состав
По данным Всероссийской переписи населения 2010 года, в гендерной структуре населения мужчины составляли 46,6 %, женщины — соответственно 53,4 %.

## Улицы
| - ул. Гагарина, - ул. Зелёная, - ул. Интернациональная, - ул. Криворотченко, | - ул. Луговая, - ул. Мира, - ул. Молодёжная, - ул. Набережная, | - ул. Новая, - ул. Парковая, - ул. Пролетарская, - ул. Советская. |